# Epiphragma multiplex
Epiphragma multiplex är en tvåvingeart som beskrevs av Alexander 1960. Epiphragma multiplex ingår i släktet Epiphragma och familjen småharkrankar. Inga underarter finns listade i Catalogue of Life.